# 中國宮廷菜
中國宮廷菜，是中國歷史上皇室内廷御用廚房所料理出的菜餚，一稱御膳。在明朝以後，宮廷菜被有系統地整理出來，目前宮廷菜的主要引用菜系是魯菜與蘇菜。

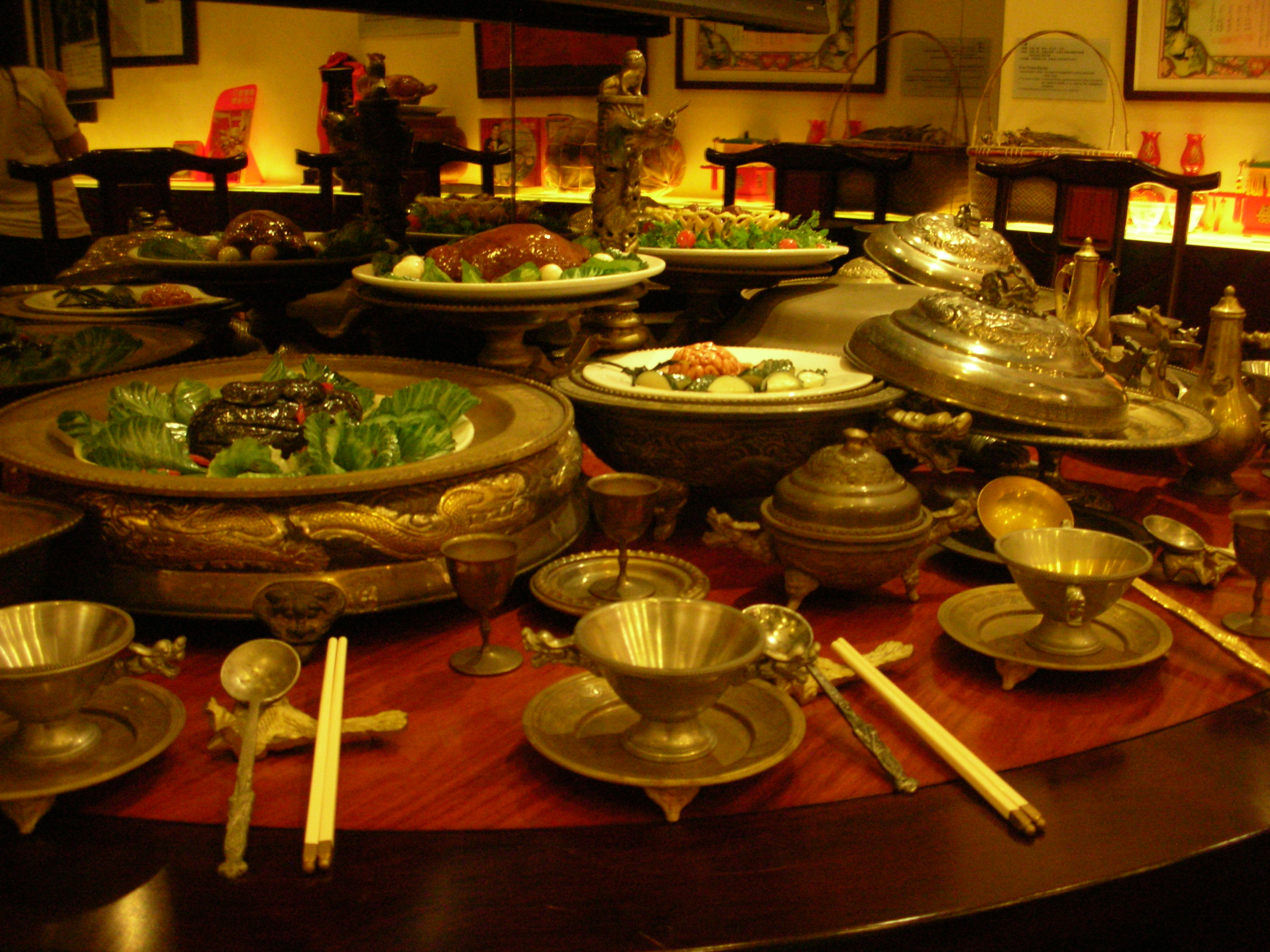
滿漢全席

## 歷史
在中國飲食文化史中，中國宮廷菜經歷了從簡單到精緻的發展。隨著朝代的改變，中國宮廷菜也不斷地改良、改進、與自我升級。而中國宮廷食物最早大致起源於周朝 (前11世紀 – 前476年)。皇帝用他们的力量从全国收集最好的烹饪和最好的厨师。因此，从中国人的角度看，每個朝代的宮廷菜代表了那個朝代最好的美食。
中國歷史上負責宮廷飲食的官署有尚食局、尚膳監、都膳司、御茶膳房等。

### 秦漢
秦汉菜現由西安曲江春等饭馆依据古籍所恢复的十余种菜肴。

### 唐朝
唐朝宮廷飲食為光祿寺和尚食局。光祿寺主要負責重大的祭祀、宮廷宴會、婚禮、外事接待以及官員膳食。尚食局專門負責皇帝日常飲食。
光祿寺下設掌管飲食器皿的太官署、掌管食材的珍饈署、掌管酒飲的良醞署，掌管肉醬調料的掌醢署（肉醬調料）。
尚食局職員皆由女官、宮女擔任，設有兩名尚食為長官，下轄司膳司、司醞司、司藥司、司饎司。尚食根據時令挑選的食材，調整菜譜，為皇帝設計的膳食，除了重視美味，還要有養生效果。凡是進奉的御膳，都必須先由尚食先嘗過，確保安全，然後才奉獻皇帝食用。
記載唐朝宮廷菜食譜的典籍有韦巨源所著《烧尾宴食单》、敦煌文獻等。現時西安有唐乐宫等饭馆依据《烧尾宴食单》恢復燒尾宴，以及敦煌宾馆和敦煌山庄依据古籍和敦煌文献恢复部份唐朝宮廷菜餚。

### 宋朝
宋朝經濟繁榮，飲食文化也空前發達，宋朝皇宮的飲食文化主要分為南北兩個系統，兩種飲食文化交融，使宋朝宮廷增添了許多別具特色的菜餚。宋朝宮廷中所食用的肉食大多以羊肉為主，不用豬肉，據陳師道《後山談叢》言：「御廚不登彘肉。」，而據李燾《續資治通鑑長篇》記載輔臣呂大防為宋哲宗講述祖宗家法時說：「飲食不貴異品，御廚止用羊肉，此皆祖宗家法所以致太平者。」規定：「飲食不貴異味」，因此宋朝趙氏皇室皇室消耗大量羊肉，咸平五年（1002年）」御廚歲費羊數萬口」，平均每天消耗掉近百隻羊。由於宋代的御廚們經常烹調羊肉，宮中亦出現種類繁多的羊肉料理，例如羊舌簽，烤羊肉串等。宋哲宗初年皇室飲宴常有羊乳房及羊羔肉，當時的宣仁太后憐憫羊羔，蹙然曰：「羊方羔而無乳，則餒矣。」又說：「方羔而烹之，傷夭折也。」下旨「不得宰羊羔為膳」。宋朝皇室因此一度少食羊羔。至南宋，羊肉奇缺，“錢二十八千，吾不忍也。置不食。”
宋代除了沿用前代的尚食局外，北宋主管皇帝及宮中皇族膳食還有殿中省的御膳所，由御膳所裡的御廚掌管宮廷御膳，南宋時管理宮廷膳食的機關為內膳司。食材必須提前一個月規劃預算、寫好報告，層層審核後才能購買。宮廷菜餚用料上十分講究，據宋代司膳內人所著的《玉食批》所載，宮中做羊頭簽只取兩邊頰肉，土步魚只取兩腮，以蝤蛑（青蟹）為簽（圓筒狀包裹餡料、像筷子的食品）、為餛飩、為棖甕（把橙掏空，塞進蟹肉烹製而成的食品），只取兩蟹鉗，剩下的都不用。
現時北宋宮廷菜由开封又一新和孙羊正店等饭馆依据古籍所恢复。南宋宮廷菜由杭州南方大酒家和杭州八卦楼等饭馆依据古籍所恢复。

### 清朝
- 乾隆宮廷菜：由扬州西园大酒店根据乾隆南巡时在扬州行宫的宴会菜单所恢复的乾隆御宴。[14]
- 晚清宫廷菜：由北京仿膳饭庄和沈阳御膳酒楼根据故宫御膳房、北京听鹂厅根据颐和园寿膳房所录菜单所恢复的慈禧时代的晚清宫廷菜。[15]
- 塞外宫廷菜：也称承德菜或承德宫廷菜，为承德避暑山庄所恢复的宫廷菜。和京城宫庭菜不同的是口味偏重，原料以牛羊肉和山珍野味为主，特别注重点心和小吃的制作。[需要較佳来源]做法除炸、烤、煨、泥烧、锅制外，[16]还有干烹、香烹等。[17]

## 外部連結
- The History of Chinese Imperial Food（页面存档备份，存于）. China.org.cn.